# Palácio dos Morgados da Mesquita
O Palácio dos Morgados da Mesquita (atualmente conhecido como Quartel dos Mesquitas), é um edifício histórico situado no Largo São Domingos, na freguesia de Santo Antão  em Évora.
Este edifício foi construido no século  XVI no reinado de D. João III para 1º Conde do Prado D. Pedro de Sousa. Em 1776 foi vendido a D. João da Mesquita ficando o seu nome associado a este palácio.
Em 1893 edifício foi vendido ao estado português e passou a albergar o quartel-general, o tribunal militar e a residência do comandante da Região Militar Sul.